# Ædedolkens Drøm
Ædedolkens Drøm er en amerikansk stumfilm fra 1906 af Edwin S. Porter og Wallace McCutcheon Sr..